# Киреевский район
Кире́евский райо́н — административно-территориальная единица (район) и муниципальное образование (муниципальный район) в Тульской области России.
Административный центр — город Киреевск.

## География
Расположен в центральной части Тульской области. Площадь 931 км² (18-е место среди районов).
Почвы района представлены серыми лесными, чернозёмом и аллювиальными.
Основные реки — Упа, Шат, Упёрта, Шиворонь, Олень.

## История
В древности на территории современного Киреевского района обитали вятичи. Предполагается, что их город Дедославль, упомянутый в Ипатьевской летописи, находился на месте нынешнего села Дедилово и был столицей племенного союза. Киреевская земля хранит множество памятников археологии — древних городищ, селищ, курганов.
В середине XII в., в период феодальных войн на Руси, в Дедославле проходили славянские вече — собрания. После татаро-монгольского нашествия город и его округа надолго опустели.
В 1554 г. на старом городище появилась крепость под названием Дедилов, вошедшая в оборонительную линию Московского государства. Город встал на самом Муравском шляхе, перекрыв степнякам дорогу на Москву. В XVI в. на Шиворони за Дедиловом происходили многократные стычки с татарами.
Особенно опустошительным было нападение орды Девлет Гирея в 1552 г., когда 21 июня он внезапно появился под Тулой с большим, хорошо вооружённым войском. 24 июня русские отбили штурм татарских войск под Дедославлем. Там их настигли войска князей П. М. Щенятева и А. М. Курбского и в жестокой схватке разбили у реки Шиворони. Сейчас на месте памятного сражения возвышается деревянный крест.
Для освоения стратегически важной местности в конце 50-х-начале 60-х гг. XVI в. под Дедиловом были поселены казаки, поступившие на службу к Московскому царю. Возглавлял их князь Дмитрий Вишневецкий.
- В 1924 году был образован Дедиловский район в составе Богородицкого уезда Тульской губернии с центром в селе Дедилово[6].
- 26 сентября 1937 года Дедиловский район вошёл в состав вновь образованной Тульской области.
- 15 января 1953 года центр Дедиловского района перенесен в рабочий посёлок Киреевка.
- В феврале 1963 года Дедиловский район был упразднен, городские поселения вошли в состав вновь образованного Киреевского промышленного района, сельские территории разделены между соседними районами.
- 12 января 1965 года вместо упраздненного Киреевского промышленного района образован Киреевский район, включивший в себя большую часть территорий бывших Дедиловского и Болоховского районов.

## Население
| 1959    | 1970     | 1979    | 1989    | 2002    | 2009    | 2010    | 2011    | 2012    |
| ------- | -------- | ------- | ------- | ------- | ------- | ------- | ------- | ------- |
| 85 124  | ↗105 256 | ↘98 824 | ↘93 073 | ↘79 142 | ↘75 168 | ↘75 142 | ↘75 082 | ↘74 759 |
| 2013    | 2014     | 2015    | 2016    | 2017    | 2018    | 2019    | 2020    | 2021    |
| ↘74 321 | ↘73 854  | ↘73 843 | ↘73 667 | ↘73 125 | ↘72 643 | ↘72 146 | ↘72 028 | ↗74 078 |

### Урбанизация
Городское население (города Болохово, Киреевск и Липки) составляет 58,35 % от всего населения района.

### Национальный состав
По итогам переписи населения 2020 года проживали следующие национальности (национальности менее 0,1 % и другое см. в сноске к строке «Другие»):
| Национальность | Численность, чел. | Доля     |
| -------------- | ----------------- | -------- |
| Русские        | 64 445            | 87,00 %  |
| Армяне         | 417               | 0,56 %   |
| Татары         | 408               | 0,55 %   |
| Украинцы       | 255               | 0,34 %   |
| Узбеки         | 223               | 0,30 %   |
| Азербайджанцы  | 154               | 0,21 %   |
| Таджики        | 152               | 0,21 %   |
| Немцы          | 150               | 0,20 %   |
| Корейцы        | 145               | 0,20 %   |
| Другие         | 7729              | 10,43 %  |
| Итого          | 74 078            | 100,00 % |

## Территориальное деление
Административно-территориальное устройство
Киреевский район в рамках административно-территориального устройства включает 3 города районного подчинения и 12 сельских округов:
| №     | Административно-территориальная единица | Код ОКАТО  | Население 2002 (чел.) | Соответствие сельскому поселению |
| ----- | --------------------------------------- | ---------- | --------------------- | -------------------------------- |
| 1e-06 | Города районного подчинения:            |            |                       |                                  |
| 2e-06 | Болохово                                | 70 228 508 |                       |                                  |
| 3e-06 | Киреевск                                | 70 228 501 |                       |                                  |
| 4e-06 | Липки                                   | 70 228 513 |                       |                                  |
| 5e-06 | Сельские округа:                        |            |                       |                                  |
| 1     | Берёзовский сельский округ              | 70 228 820 | 1146                  | Приупское СП                     |
| 2     | Богучаровский сельский округ            | 70 228 805 | 1378                  | Богучаровское СП                 |
| 3     | Большекалмыкский сельский округ         | 70 228 810 | 9240                  | Бородинское СП                   |
| 4     | Быковский сельский округ                | 70 228 815 | 828                   | Дедиловское СП                   |
| 5     | Дедиловский сельский округ              | 70 228 825 | 1800                  | Дедиловское СП                   |
| 6     | Красноярский сельский округ             | 70 228 835 | 1789                  | Красноярское СП                  |
| 7     | Кузнецовский сельский округ             | 70 228 845 | 686                   | Богучаровское СП                 |
| 8     | Новосельский сельский округ             | 70 228 860 | 7205                  | Шварцевское СП                   |
| 9     | Октябрьский сельский округ              | 70 228 864 | 3358                  | ГП город Киреевск                |
| 10    | Оленский сельский округ                 | 70 228 865 | 661                   | Дедиловское СП                   |
| 11    | Подосиновский сельский округ            | 70 228 870 | 1139                  | Бородинское СП                   |
| 12    | Приупский сельский округ                | 70 228 872 | 3421                  | Приупское СП                     |

Муниципальное устройство
В муниципальный район, в рамках организации местного самоуправления, входят 9 муниципальных образований, в том числе три городских и шесть сельских поселений:
| №        | Муниципальное образование | Административный центр | Количество населённых пунктов | Население | Площадь, км2 |
| -------- | ------------------------- | ---------------------- | ----------------------------- | --------- | ------------ |
| 1e-06    | Городские поселения:      |                        |                               |           |              |
| 1        | город Киреевск            | город Киреевск         | 4                             | ↘28 721   | 9,90         |
| 2        | город Липки               | город Липки            | 2                             | ↗8863     | 3,35         |
| 3        | город Болохово            | город Болохово         | 1                             | ↗9339     | 6,28         |
| 3.000002 | Сельские поселения:       |                        |                               |           |              |
| 4        | Богучаровское             | посёлок Прогресс       | 32                            | ↗1824     | 264,09       |
| 5        | Бородинское               | посёлок Бородинский    | 46                            | ↘8865     | 1,84         |
| 6        | Дедиловское               | село Дедилово          | 21                            | ↗4040     | 17,48        |
| 7        | Красноярское              | посёлок Красный Яр     | 23                            | ↗1876     | 135,00       |
| 8        | Приупское                 | посёлок Приупский      | 26                            | ↗3653     | 7,70         |
| 9        | Шварцевское               | посёлок Шварцевский    | 26                            | ↗6897     | 1,65         |

В 2006 году в муниципальном районе были созданы 5 городских и 6 сельских поселений. В 2013 году были объединены Большекалмыкское сельское поселение и городское поселение рабочий посёлок Бородинский в новое Бородинское сельское поселение; также были объединены Новосельское сельское поселение и городское поселение рабочий посёлок Шварцевский в новое Шварцевское сельское поселение.

## Населённые пункты
В Киреевском районе три города и 178 сельских населённых пунктов.
| №   | Населённый пункт     | Тип              | Население (чел.) | Муниципальное образование | Сельский округ   |
| --- | -------------------- | ---------------- | ---------------- | ------------------------- | ---------------- |
| 1   | Болохово             | город            | ↗9339            | город Болохово            |                  |
| 2   | Киреевск             | город            | ↘25 560          | город Киреевск            |                  |
| 3   | Липки                | город            | ↗8325            | город Липки               |                  |
| 4   | Александровка        | деревня          | ↘86              | Шварцевское               | Новосельский     |
| 5   | Алешня               | деревня          | 11               | Приупское                 | Березовский      |
| 6   | Анненки              | деревня          | 6                | Бородинское               | Подосиновский    |
| 7   | Бахметьево           | деревня          | 26               | Бородинское               | Большекалмыкский |
| 8   | Белолипки            | деревня          | 4                | Красноярское              | Красноярский     |
| 9   | Березовка            | деревня          | 7                | Шварцевское               | Новосельский     |
| 10  | Берёзовский          | посёлок          | ↘358             | Приупское                 | Березовский      |
| 11  | Богдановка           | деревня          | 2                | Шварцевское               | Новосельский     |
| 12  | Богучарово           | село             | 27               | Богучаровское             | Богучаровский    |
| 13  | Богучаровский        | посёлок          | 7                | Богучаровское             | Богучаровский    |
| 14  | Болоховский          | посёлок          | ↘281             | Шварцевское               | Новосельский     |
| 15  | Большие Калмыки      | деревня          | ↗458             | Бородинское               | Большекалмыкский |
| 16  | Большое Зуево        | деревня          | 8                | Бородинское               | Подосиновский    |
| 17  | Бородино             | деревня          | 40               | Бородинское               | Подосиновский    |
| 18  | Бородинский          | посёлок          | ↘5347            | Бородинское               | Большекалмыкский |
| 19  | Братцево             | деревня          | 9                | Богучаровское             | Богучаровский    |
| 20  | Бредихино            | деревня          | 58               | Бородинское               | Большекалмыкский |
| 21  | Бродовка             | деревня          | 11               | Богучаровское             | Кузнецовский     |
| 22  | Бронники             | деревня          | 8                | Красноярское              | Красноярский     |
| 23  | Брусяновка           | деревня          | ↘144             | Богучаровское             | Богучаровский    |
| 24  | Бурильщиков          | посёлок          | 16               | Шварцевское               | Новосельский     |
| 25  | Быковка              | деревня          | ↗156             | Дедиловское               | Быковский        |
| 26  | Васильевский         | посёлок          | 11               | Приупское                 | Подосиновский    |
| 27  | Верхнее Петрово      | деревня          | 0                | Красноярское              | Красноярский     |
| 28  | Владимировка         | деревня          | 13               | Богучаровское             | Богучаровский    |
| 29  | Воронки              | село             | 7                | Приупское                 | Березовский      |
| 30  | Воротыновка          | деревня          | ↘107             | Богучаровское             | Кузнецовский     |
| 31  | Гамовка              | деревня          | ↗160             | Приупское                 | Березовский      |
| 32  | Гамово               | деревня          | 25               | Красноярское              | Красноярский     |
| 33  | Гвардейский          | посёлок          | ↘210             | Бородинское               | Подосиновский    |
| 34  | Головлино            | село             | 83               | Приупское                 | Березовский      |
| 35  | Головлинский         | посёлок          | 483              | Приупское                 | Приупский        |
| 36  | Голубовка            | деревня          | 22               | Бородинское               | Подосиновский    |
| 37  | Горки-Дубрава        | деревня          | 27               | Шварцевское               | Новосельский     |
| 38  | Горняк               | посёлок          | 66               | Красноярское              | Красноярский     |
| 39  | Грецово              | село             | 6                | Красноярское              | Красноярский     |
| 40  | Дедилово             | посёлок станции  | ↗50              | Дедиловское               | Дедиловский      |
| 41  | Дедилово             | село             | ↗1563            | Дедиловское               | Дедиловский      |
| 42  | Демидовка            | деревня          | 4                | Бородинское               | Подосиновский    |
| 43  | Демьяново            | деревня          | 5                | Красноярское              | Красноярский     |
| 44  | Дмитриевка           | деревня          | 10               | Дедиловское               | Оленский         |
| 45  | Долгое               | село             | ↗106             | Бородинское               | Подосиновский    |
| 46  | Дубки                | деревня          | 5                | Красноярское              | Красноярский     |
| 47  | Дубовка              | деревня          | 11               | Бородинское               | Большекалмыкский |
| 48  | Дубовка              | деревня          | 5                | Шварцевское               | Новосельский     |
| 49  | Дубровка             | деревня          | 7                | Бородинское               | Подосиновский    |
| 50  | Епишево              | деревня          | 7                | Дедиловское               | Быковский        |
| 51  | Жилая                | деревня          | 47               | Дедиловское               | Дедиловский      |
| 52  | Жиловские Выселки    | деревня          | 33               | Дедиловское               | Дедиловский      |
| 53  | Забусово             | деревня          | 3                | Красноярское              | Красноярский     |
| 54  | Замятино             | деревня          | 19               | Бородинское               | Подосиновский    |
| 55  | Зареченский          | посёлок          | 8                | Дедиловское               | Дедиловский      |
| 56  | Зубаревка            | деревня          | 41               | Приупское                 | Березовский      |
| 57  | Ивакино              | деревня          | 6                | Богучаровское             | Богучаровский    |
| 58  | Ивровка              | деревня          | 0                | Красноярское              | Красноярский     |
| 59  | Изрог                | деревня          | 19               | Красноярское              | Красноярский     |
| 60  | Иконки               | деревня          | 15               | Богучаровское             | Богучаровский    |
| 61  | Ильиновка            | посёлок станции  | 0                | город Киреевск            | Октябрьский      |
| 62  | Интернациональный    | посёлок          | ↘80              | Бородинское               | Большекалмыкский |
| 63  | Казаринка            | деревня          | 14               | Бородинское               | Подосиновский    |
| 64  | Каменка              | деревня          | 8                | Бородинское               | Большекалмыкский |
| 65  | Карцево              | деревня          | 10               | Приупское                 | Березовский      |
| 66  | Качан                | деревня          | 10               | Богучаровское             | Кузнецовский     |
| 67  | Ключевка             | деревня          | 6                | Приупское                 | Березовский      |
| 68  | Комсомольский        | посёлок          | ↗538             | город Липки               |                  |
| 69  | Костриченка          | деревня          | 4                | Богучаровское             | Кузнецовский     |
| 70  | Кошино               | село             | ↗212             | Шварцевское               | Новосельский     |
| 71  | Красная              | деревня          | 17               | Шварцевское               | Новосельский     |
| 72  | Красная Звезда       | посёлок          | 0                | Шварцевское               | Новосельский     |
| 73  | Красногвардейский    | посёлок          | ↘205             | Бородинское               | Большекалмыкский |
| 74  | Красные Озёра        | посёлок          | 18               | Дедиловское               | Дедиловский      |
| 75  | Красный Яр           | посёлок          | ↘1133            | Красноярское              | Красноярский     |
| 76  | Криволучье           | деревня          | ↘471             | Дедиловское               | Быковский        |
| 77  | Круглое              | деревня          | 71               | Бородинское               | Подосиновский    |
| 78  | Круглянский          | посёлок          | 353              | Бородинское               | Большекалмыкский |
| 79  | Крутицы              | село             | 24               | Богучаровское             | Богучаровский    |
| 80  | Крутое               | деревня          | 0                | Бородинское               | Подосиновский    |
| 81  | Крюковка             | деревня          | 18               | Приупское                 | Березовский      |
| 82  | Кузнецово            | село             | ↗189             | Богучаровское             | Кузнецовский     |
| 83  | Куракино             | село             | ↗206             | Шварцевское               | Новосельский     |
| 84  | Курово               | деревня          | 3                | Приупское                 | Березовский      |
| 85  | Куровский            | посёлок          | 0                | Приупское                 | Березовский      |
| 86  | Кучино               | деревня          | 0                | Красноярское              | Красноярский     |
| 87  | Липки                | деревня          | 60               | Приупское                 | Березовский      |
| 88  | Липня                | деревня          | 6                | Шварцевское               | Новосельский     |
| 89  | Лопатки              | деревня          | 8                | Дедиловское               | Дедиловский      |
| 90  | Луговая              | деревня          | 3                | Богучаровское             | Богучаровский    |
| 91  | Луневка              | деревня          | 30               | Богучаровское             | Богучаровский    |
| 92  | Любогощи             | деревня          | 8                | Богучаровское             | Богучаровский    |
| 93  | Майское              | село             | ↘300             | Богучаровское             | Богучаровский    |
| 94  | Малые Калмыки        | деревня          | 32               | Бородинское               | Большекалмыкский |
| 95  | Марьино              | деревня          | 29               | Бородинское               | Большекалмыкский |
| 96  | Медвенка             | деревня          | ↗165             | Дедиловское               | Дедиловский      |
| 97  | Мезеневка            | деревня          | 4                | Приупское                 | Березовский      |
| 98  | Мещерские Выселки    | деревня          | 0                | Красноярское              | Красноярский     |
| 99  | Мещерское            | село             | 4                | Красноярское              | Красноярский     |
| 100 | Миленино             | село             | 67               | Приупское                 | Березовский      |
| 101 | Михайловка           | деревня          | 4                | Шварцевское               | Новосельский     |
| 102 | Мокрышевка           | деревня          | 14               | Бородинское               | Большекалмыкский |
| 103 | Морковщино           | деревня          | 27               | Дедиловское               | Быковский        |
| 104 | Мостовая             | деревня          | ↘230             | Богучаровское             | Кузнецовский     |
| 105 | Моховое              | деревня          | 20               | Шварцевское               | Новосельский     |
| 106 | Мясновка             | деревня          | 42               | Бородинское               | Подосиновский    |
| 107 | Настасьино           | деревня          | 0                | Богучаровское             | Кузнецовский     |
| 108 | Нижнее Петрово       | деревня          | 0                | Шварцевское               | Новосельский     |
| 109 | Никольское           | деревня          | 4                | Бородинское               | Большекалмыкский |
| 110 | Новая Вьевка         | деревня          | 15               | Бородинское               | Большекалмыкский |
| 111 | Новая Киреевка       | деревня          | 10               | Дедиловское               | Оленский         |
| 112 | Новое Село           | село             | ↗155             | Шварцевское               | Новосельский     |
| 113 | Новоселебное         | село             | ↗371             | Шварцевское               | Новосельский     |
| 114 | Новоспасское         | деревня          | 43               | Богучаровское             | Кузнецовский     |
| 115 | Оболенское           | посёлок станции  | 49               | Шварцевское               | Новосельский     |
| 116 | Озерки               | деревня          | 87               | Бородинское               | Большекалмыкский |
| 117 | Октябрьский          | посёлок          | ↘3159            | город Киреевск            | Октябрьский      |
| 118 | Олень                | деревня          | 14               | Дедиловское               | Оленский         |
| 119 | Ольховец             | деревня          | 0                | Красноярское              | Красноярский     |
| 120 | Орловка              | село             | 20               | Дедиловское               | Оленский         |
| 121 | Ослоново             | деревня          | 32               | Богучаровское             | Богучаровский    |
| 122 | Панино               | село             | 39               | Бородинское               | Подосиновский    |
| 123 | Паслово              | деревня          | 0                | Красноярское              | Красноярский     |
| 124 | Пигасово             | деревня          | 6                | Бородинское               | Большекалмыкский |
| 125 | Плеханово            | деревня          | 15               | Бородинское               | Подосиновский    |
| 126 | Плехановские Выселки | деревня          | 6                | Бородинское               | Подосиновский    |
| 127 | Победа               | посёлок          | 12               | Шварцевское               | Новосельский     |
| 128 | Подлесное            | деревня          | 10               | Богучаровское             | Богучаровский    |
| 129 | Подлесный            | посёлок          | 0                | Приупское                 | Приупский        |
| 130 | Подлипковский        | посёлок          | 0                | Приупское                 | Березовский      |
| 131 | Подосинки            | деревня          | ↗369             | Бородинское               | Подосиновский    |
| 132 | Поселки              | деревня          | 39               | Приупское                 | Березовский      |
| 133 | Присады              | посёлок станции  | ↘380             | Шварцевское               | Новосельский     |
| 134 | Приупский            | посёлок          | ↘2134            | Приупское                 | Приупский        |
| 135 | Прогресс             | посёлок          | ↘317             | Богучаровское             | Богучаровский    |
| 136 | Пушкари              | деревня          | 10               | Дедиловское               | Дедиловский      |
| 137 | Пушкарские Выселки   | деревня          | 1                | Дедиловское               | Дедиловский      |
| 138 | Пятницкое            | село             | ↘148             | Бородинское               | Большекалмыкский |
| 139 | Рассошки             | деревня          | 2                | Шварцевское               | Новосельский     |
| 140 | Рождественка         | деревня          | 2                | Красноярское              | Красноярский     |
| 141 | Романово             | село             | 4                | Красноярское              | Красноярский     |
| 142 | Рублевка             | деревня          | 19               | Бородинское               | Подосиновский    |
| 143 | Савинка              | деревня          | 37               | Шварцевское               | Новосельский     |
| 144 | Садовый              | посёлок          | 54               | Приупское                 | Березовский      |
| 145 | Сатинка              | село             | 1                | Богучаровское             | Богучаровский    |
| 146 | Сатинка              | деревня          | 6                | Приупское                 | Березовский      |
| 147 | Сергиевское          | деревня          | ↘314             | Бородинское               | Большекалмыкский |
| 148 | Серебряные Ключи     | посёлок          | ↘347             | Красноярское              | Красноярский     |
| 149 | Сетинка              | деревня          | 10               | Приупское                 | Березовский      |
| 150 | Сечено               | деревня          | 2                | Богучаровское             | Богучаровский    |
| 151 | Сеченский            | посёлок          | 254              | Приупское                 | Приупский        |
| 152 | Слободка             | деревня          | 17               | Богучаровское             | Кузнецовский     |
| 153 | Слободка             | деревня          | 0                | Шварцевское               | Новосельский     |
| 154 | Смирновка            | деревня          | 54               | Приупское                 | Березовский      |
| 155 | Солосовка            | деревня          | 3                | Бородинское               | Большекалмыкский |
| 156 | Старая Вьевка        | деревня          | 47               | Бородинское               | Большекалмыкский |
| 157 | Стахановский         | посёлок          | ↗440             | Бородинское               | Большекалмыкский |
| 158 | Стойлово             | деревня          | 18               | Богучаровское             | Богучаровский    |
| 159 | Строительный         | посёлок          | ↘309             | Бородинское               | Большекалмыкский |
| 160 | Стубленка            | деревня          | 2                | Шварцевское               | Новосельский     |
| 161 | Телятинки            | деревня          | 2                | Богучаровское             | Кузнецовский     |
| 162 | Темерево             | деревня          | 3                | Красноярское              | Красноярский     |
| 163 | Трещево              | деревня          | 2                | Красноярское              | Красноярский     |
| 164 | Троицкий             | посёлок          | 20               | Дедиловское               | Дедиловский      |
| 165 | Трудовой             | посёлок          | 1                | Бородинское               | Большекалмыкский |
| 166 | Труновка             | деревня          | 30               | Богучаровское             | Богучаровский    |
| 167 | Трушкино             | деревня          | 5                | Бородинское               | Большекалмыкский |
| 168 | Улановка             | деревня          | 12               | Бородинское               | Большекалмыкский |
| 169 | Уткино               | деревня          | 8                | Богучаровское             | Богучаровский    |
| 170 | Фатеево              | посёлок          | ↘279             | Бородинское               | Большекалмыкский |
| 171 | Федоровка            | деревня          | 0                | Шварцевское               | Новосельский     |
| 172 | Хомяковка            | деревня          | 16               | Бородинское               | Подосиновский    |
| 173 | Хрущевка             | деревня          | 0                | Бородинское               | Подосиновский    |
| 174 | Чёрная Грязь         | деревня          | ↘570             | Дедиловское               | Оленский         |
| 175 | Чифировка            | деревня          | 0                | Богучаровское             | Богучаровский    |
| 176 | Шахты № 1            | посёлок          | 2                | город Киреевск            | Октябрьский      |
| 177 | Шахты № 8            | посёлок          | 38               | Приупское                 | Приупский        |
| 178 | Шварцевский          | посёлок          | ↘4336            | Шварцевское               | Новосельский     |
| 179 | Шиворонь             | посёлок разъезда | 12               | Дедиловское               | Дедиловский      |
| 180 | Шондрово             | деревня          | 11               | Богучаровское             | Богучаровский    |
| 181 | Шувайка              | посёлок          | 14               | Красноярское              | Красноярский     |

Ряд населённых пунктов на территории Киреевского района ранее были посёлками городского типа (рабочими посёлками): Дедилово в 1935—1941 гг., Октябрьский в 1951—2005 гг., Приупский в 1954—2005 гг.,  Шварцевский в 1934—2013 гг.. Бородинский в 1956—2013 гг.
Упразднённые населённые пункты:
- 1986 год — посёлок Октябрьский Большекалмыкского сельсовета, посёлок Смирновский Долговского сельсовета, посёлки Угольный и Шахтёрский Улановского поссовета, дереревни Носоново, Алешково, Макеево, Ложка Красноярского сельсовета, деревня Васильевка Кузнецовского сельсовета[41]

## Промышленность
Ведущие предприятия: ОАО «Киреевский завод лёгких металлоконструкций», ОАО «Болоховский завод сантехнических заготовок», ООО «Гефест-Центр», ОАО «Холодильная техника», ООО «АК Синтвита», ООО «Чеховский сад»
В Киреевском районе на базе бывшей шахты «Комсомольская» действует ООО «Киреевский солепромысел».

## Сельское хозяйство
В районе выращивают зерновые и зерно-бобовые, а также однолетние кормовые культуры, развивается животноводство. Насчитывается 13 хозяйств (8 колхозов, 5 совхозов).

## Транспорт
Через район проходят автомобильные дороги местного значения, связывающие Киреевск с другими районными центрами области и Тулой, а также проходит железнодорожная магистраль Вязьма — Сызрань. Автомобильные дороги местного значения связывают Киреевск с Тулой, Болохово, Липками, другими районными центрами области.

## Памятники природы
Красное озеро. Находится на пологом склоне водораздела рек Шата и Шиворони в истоках Медвенского ручья на дне провально-эрозионной котловины глубиной 4-6 м. Со всех сторон окружено строениями одноимённой деревни. Озеро провально-карстовое, состоящее из двух слившихся кастовых воронок. Максимальная ширина его 160 м, глубина до 8,5 м. Вода слабо мутноватая, по химическому состав гидрокарбонатная кальциево-магниевая с минерализацией 0,2 г/л.

## Достопримечательности
- Курган Бессмертия — памятник Великой Отечественной войны, расположенный на развилке дорог Тула-Новомосковск и Быковка-Богородицк. Открыт 7 мая 1975 года, в канун 30-летия Победы.

## Символика
Герб
Герб Киреевского района: «В червленом (красном) поле булава поверх двух кирок, заостренных с двух концов накрест рукоятями вверх; все фигуры серебряные».
Флаг
Флаг Киреевского района: «Прямоугольное красное полотнище с отношением ширины к длине 2:3, воспроизводящее в крыже композицию гербового щита»